# Anaspis atrata
Anaspis atrata är en skalbaggsart som beskrevs av Champion 1891. Anaspis atrata ingår i släktet Anaspis och familjen ristbaggar. Inga underarter finns listade i Catalogue of Life.